# Ямадзи, Юкио
Юкио Ямадзи (яп. 山地 悠紀夫 Ямадзи Юкио, 21 августа 1983 года — 28 июля 2009 года) — японский серийный убийца. Он убил свою мать в 2000 году и двух незнакомых ему женщин в 2005.

## Биография
Ямадзи родился в бедной семье, его отец умер от вызванного алкоголизмом цирроза печени в январе 1995 года. После окончания средней школы он не поступил в старшую и стал работать в газетном магазине. 29 июля 2000 года Ямадзи, которому на тот момент было 16 лет, убил свою пятидесятилетнюю мать, проживавшую в городе Ямагути. Он забил её металлической бейсбольной битой, сам вызвал полицию, признавшись в убийстве, и спустя два дня был арестован. Он объяснил свои мотивы тем, что мать неприязненно относилась к девушке, в которую он влюбился, и наделала долгов, которые он вынужден был выплачивать. В октябре 2003 года он был условно-досрочно освобождён.
После освобождения Ямадзи уехал жить в Осаку, где 7 ноября 2005 года изнасиловал и зарезал ножом 27-летнюю Асуку Уэхару и её младшую сестру, 19-летнюю Тихиро. Обе жертвы никогда до этого не встречали Ямадзи. После убийства он поджёг квартиру сестёр, чтобы скрыть следы преступления, и убежал. Ямадзи был арестован 5 декабря 2005 года. На допросе он заявил, что ему понравились ощущения, которые он испытал при убийстве матери, и хотел пережить их снова.
13 декабря 2006 года суд Осаки приговорил его к смертной казни. Его адвокат подал апелляцию, но сам обвиняемый отказался от неё. Он был повешен вместе с другим японским серийным убийцей Хироси Маэуэ в Осаке 28 июля 2009 года. В возрасте 25 лет Ямадзи стал самым молодым преступником, казнённым в Японии с 1989 года.